# Lysidice brevicalyx
Lysidice brevicalyx är en ärtväxtart som beskrevs av Wei. Lysidice brevicalyx ingår i släktet Lysidice och familjen ärtväxter. Inga underarter finns listade i Catalogue of Life.